# Úhelník

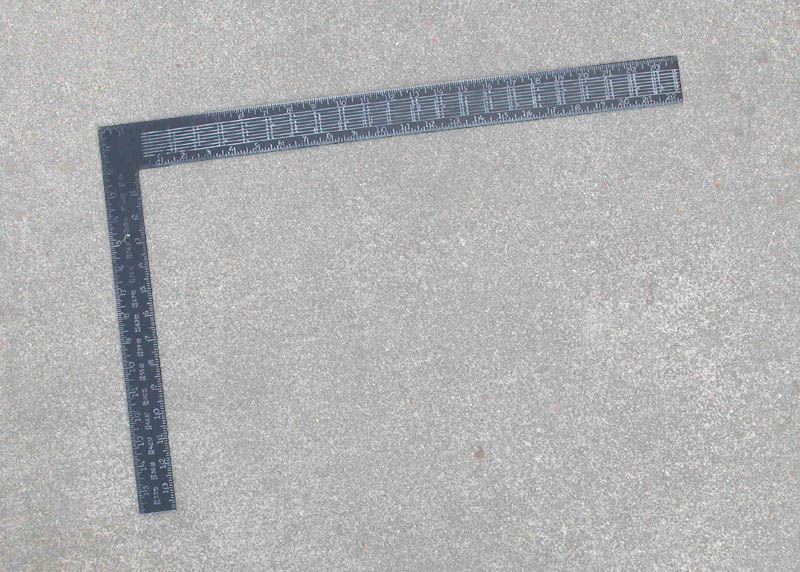
Úhelník

Úhelník (hovorově vinkl) je jednoduché měřidlo na měření pravého úhlu (90°). Užívá se v řadě řemesel, například ve strojírenství, truhlářství nebo zednictví, patří k základnímu vybavení dílny.

## Popis
Úhelník je obvykle ocelový nebo dřevěný, má dvě ramena, jedno kratší, jedno delší, a tato ramena jsou vzájemně v pravém úhlu. Nejrozšířenější úhelník je úhelník příložný, který na své kratší straně má zvenku příložný doraz, takže kratší strana má profil T. Úhelník se položí na desku příložným dorazem ke hraně desky a delší strana pak ukazuje pravý úhel oproti hraně desky. Podle této delší strany se pak rýsuje přímka, podle které se provede pravoúhlý řez.
Ocelový úhelník je vyráběn ze speciální oceli pro vysokou tuhost a stálost rozměrů. Ocel se po několik týdnů udržuje na teplotě 120 °C a tím dosáhne rozměrové stability. Proto je kvalitní a přesné měřidlo zdánlivě drahé. Tak přesné měřidlo však potřebují pouze strojaři. Méně přesný plechový nebo dřevěný úhelník využije zedník, obkládač nebo tesař.